# Taylor G. Belcher

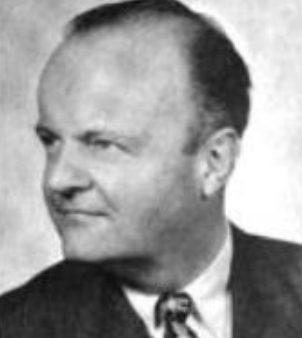
Taylor G. Belcher (1962)

Taylor Garrison Belcher (* 1. Juli 1920 in Staten Island, New York; † 6. August 1990 in Peekskill, New York) war ein US-amerikanischer Diplomat, der unter anderem zwischen 1964 und 1969 Botschafter der Vereinigten Staaten in Zypern sowie von 1969 bis 1974 Botschafter in Peru war.

## Leben
Taylor Garrison Belcher, Sohn des Colonel und Wirtschaftsmanagers Taylor Belcher (1884–1970) und dessen Ehefrau Miriam Frazee Belcher (1894–1965), absolvierte ein Studium an der Brown University und leistete im Zweiten Weltkrieg Militärdienst in der US Navy. Er trat als Foreign Service Officer in den diplomatischen Dienst des Außenministeriums und fand in den folgenden Jahren zahlreiche Verwendungen im Ministerium sowie an Auslandsvertretungen. Er war unter anderem zwischen 1950 und 1954 Konsul in Glasgow. Nach einer Verwendung im Außenministerium wurde er 1957 erst Konsul und war daraufhin von 1958 bis 1960 Generalkonsul in Nikosia.
Am 1. Mai 1964 wurde Belcher zum Botschafter der Vereinigten Staaten in Zypern ernannt, wo er am 11. Mai 1964 als Nachfolger von Fraser Wilkins seine Akkreditierung übergab. Er verblieb auf diesem Posten bis zum 23. Juni 1969, woraufhin David H. Popper ihn ablöste. Als Botschafter bemühte er sich als Vermittler darum, die Gewalt zwischen der griechischen Mehrheit und der türkischen Minderheit zu durchbrechen.
Anschließend wurde er am 19. August 1969 zum Botschafter in Peru berufen und überreichte dort am 29. August 1969 als Nachfolger von J. Wesley Jones sein Beglaubigungsschreiben. Er bekleidete dieses Amt bis zum 4. April 1974 und wurde anschließend von Robert W. Dean abgelöst. Dort half er bei der Ausarbeitung einer Vereinbarung, die einen langwierigen Streit über die Entschädigung für enteignetes amerikanisches Eigentum beilegte, das nach einem Militärputsch beschlagnahmt worden war.
Belcher war seit dem 22. Oktober 1942 mit Edith Anthony Belcher (1917–1997) verheiratet. Nach seinem Tode in Folge einer Krebserkrankung wurde er auf dem Friedhof der Saint Philip’s Church in Garrison beigesetzt.

## Veröffentlichung
- Cyprus, two decades of crises, Mitautoren Lucius D. Battle, Dennis P. Williams, Washington, D.C., 1978